# وولرسهاوزن
وولرسهاوزن (به آلمانی: Wollershausen) یک شهر در آلمان است که در گوتینگن واقع شده‌است. وولرسهاوزن  ۴۶۹ نفر جمعیت دارد.